# Něvský pětník

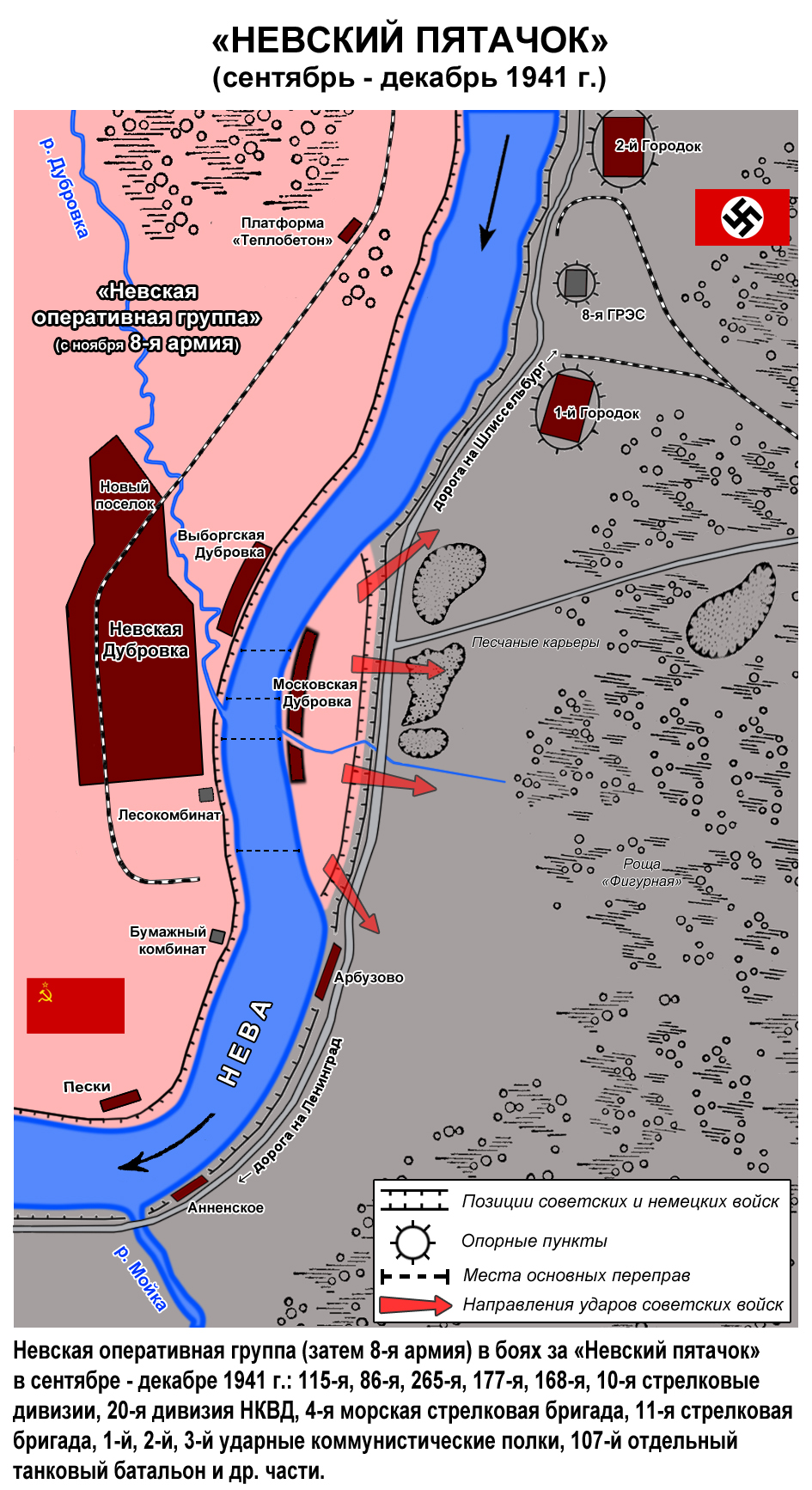
Mapa, podzim 1941

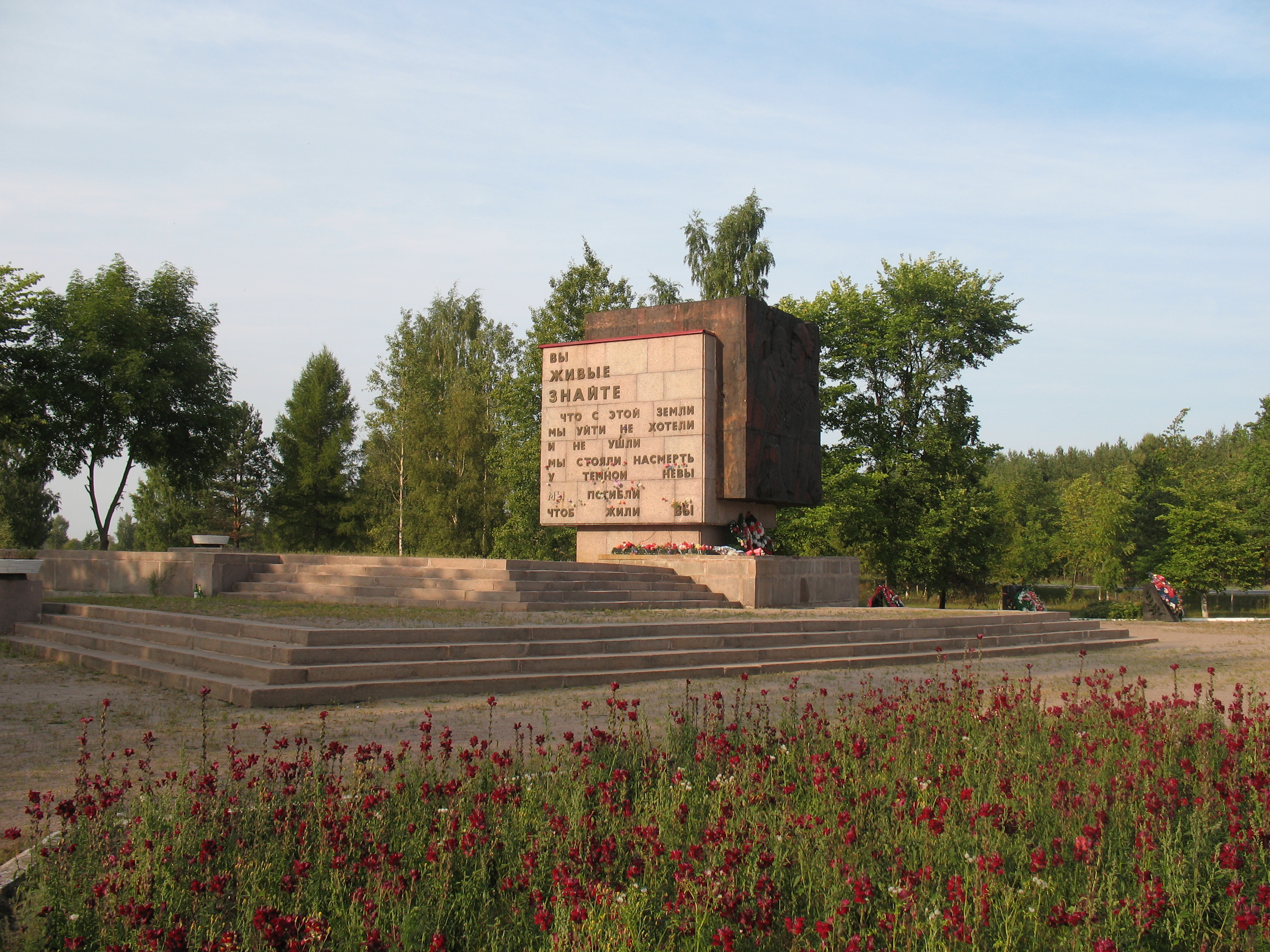
Památník na místě bojů

Něvský pětník (Něvskij pjatačok) je území o rozloze zhruba 2 km² nedaleko obce Dubrovka, asi 50 km od Petrohradu. V době obležení Leningradu zde držela Rudá armáda strategický obranný perimetr na východním břehu Něvy. Název pochází od srovnání nevelkého území s pětikopějkovou mincí.
Sověti obsadili toto předmostí v září 1941, v dubnu 1942 byli jednotkami wehrmachtu zatlačeni za Něvu. Znovu byl Něvský pětník dobyt v září 1942 a 17. února 1943 se v operaci, které velel Georgij Konstantinovič Žukov, podařilo blokádu prolomit a spojit se s hlavním proudem sovětských vojsk. Boje byly mimořádně tvrdé. Počet sovětských vojáků, kteří padli při obraně Něvského pětníku, se odhaduje na padesát tisíc až dvě sta tisíc (V. V. Bešanov). Průzkum v šedesátých letech objevil v krychlovém metru půdy 10 kg kovu. Na místě bojů byl roku 1972 vztyčen pomník nesoucí verše, které věnoval padlým hrdinům Robert Rožděstvenskij.